# Sklop kuća Rendić u Supetru
Sklop kuća Rendić u gradiću Supetru, Kipara Ivana Rendića 4,  predstavlja zaštićeno kulturno dobro.

## Opis
Kuću Rendić je 1864. g. podigao Petar Rendić otac kipara Ivana. Trokatnica je izrađena velikim pravilnim klesancima, a dijelom je ožbukana. Iznad vratiju je oval s godinom gradnje kojeg nose anđeli. Iznad luminara sred pročelja je gipsana glava čovjeka u visokom reljefu. Na sjevernoj strani je terasa sa shematiziranom glavom čovjeka, vazom i ženskom glavom. Kuća ima memorijalno značenje kao rodna kuća kipara Ivana Rendića.

## Zaštita
Pod oznakom Z-1434 zaveden je kao nepokretno kulturno dobro - pojedinačno, pravna statusa zaštićena kulturnog dobra, klasificirano kao "memorijalne građevine".